# Ethelurgus agrestis
Ethelurgus agrestis är en stekelart som beskrevs av Henry Keith Townes, Jr. 1983. Ethelurgus agrestis ingår i släktet Ethelurgus och familjen brokparasitsteklar. Inga underarter finns listade i Catalogue of Life.